# اسکار اوستاری
اسکار اوستاری (انگلیسی: Óscar Ustari؛ زادهٔ ۳ ژوئیهٔ ۱۹۸۶) یک بازیکن فوتبال اهل آرژانتین است.
وی همچنین در تیم ملی فوتبال آرژانتین بازی کرده‌است.